# At a lunar eclipse
At a lunar eclipse is een compositie van Gerald Finzi. Hij schreef het werk voor zangstem en piano. Het is een toonzetting van een sonnet uit 1903 van Thomas Hardy. Hardy was een grote inspiratiebron van Finzi, gezien de hoeveelheid teksten van Hardy die Finzi gebruikte voor zijn liederen.
At a lunar eclipse was origineel bedoeld als lied in de cyclus A young man's exhortation, maar werd weggelaten en nooit meer “aangeraakt”. Na het overlijden van Finzi was het een van de liederen die Howard Ferguson opnam in een verzameling liederen, die bekend zou worden als Till earth outwears, opus 19a. In dat kader kreeg At a lunar eclipse haar eerste uitvoering op 21 februari 1958 door Wilfred Brown (zanger) en Ferguson achter de piano.
Het lied kreeg een herkansing toen in verband met de viering van de 100e geboortedag van Finzi, een vijftal componisten het verzoek kreeg om een lied van Finzi te orkestreren. Aan Judith Weir de eer om de orkestratie zo te voeren, zodat het paste binnen de cyclus In years defaced, dat in 2000 werd samengesteld.
Weir schreef voor:
- 2 dwarsfluiten (II ook piccolo), 2 hobo’s (II ook althobo), 2 klarinetten (II ook basklarinet), 2 fagotten
- 2 hoorns, 2 trompetten, 2 trombones, 0 tuba
- pauken, 2 man/vrouw percussie, harp
- violen, altviolen, celli, contrabassen

## Discografie
- Uitgave Chandos: John Mark Ainsley (tenor), City of London Sinfonia o.l.v. Richard Hickox, opname 2000 (In years defaced)
- Uitgave Naxos: John Mark Ainsley (tenor), Iain Burnside (piano), opname 2006 (Till earth outwears)

lied 1: To a poet a thousand years hence ·
lied 2: When I set out for Lyonnesse ·
lied 3: In years defaced ·
lied 4: Tall nettles ·
lied 5: At a lunar eclipse ·
lied 6: Proud songsters